# Walka na szczycie zasłony

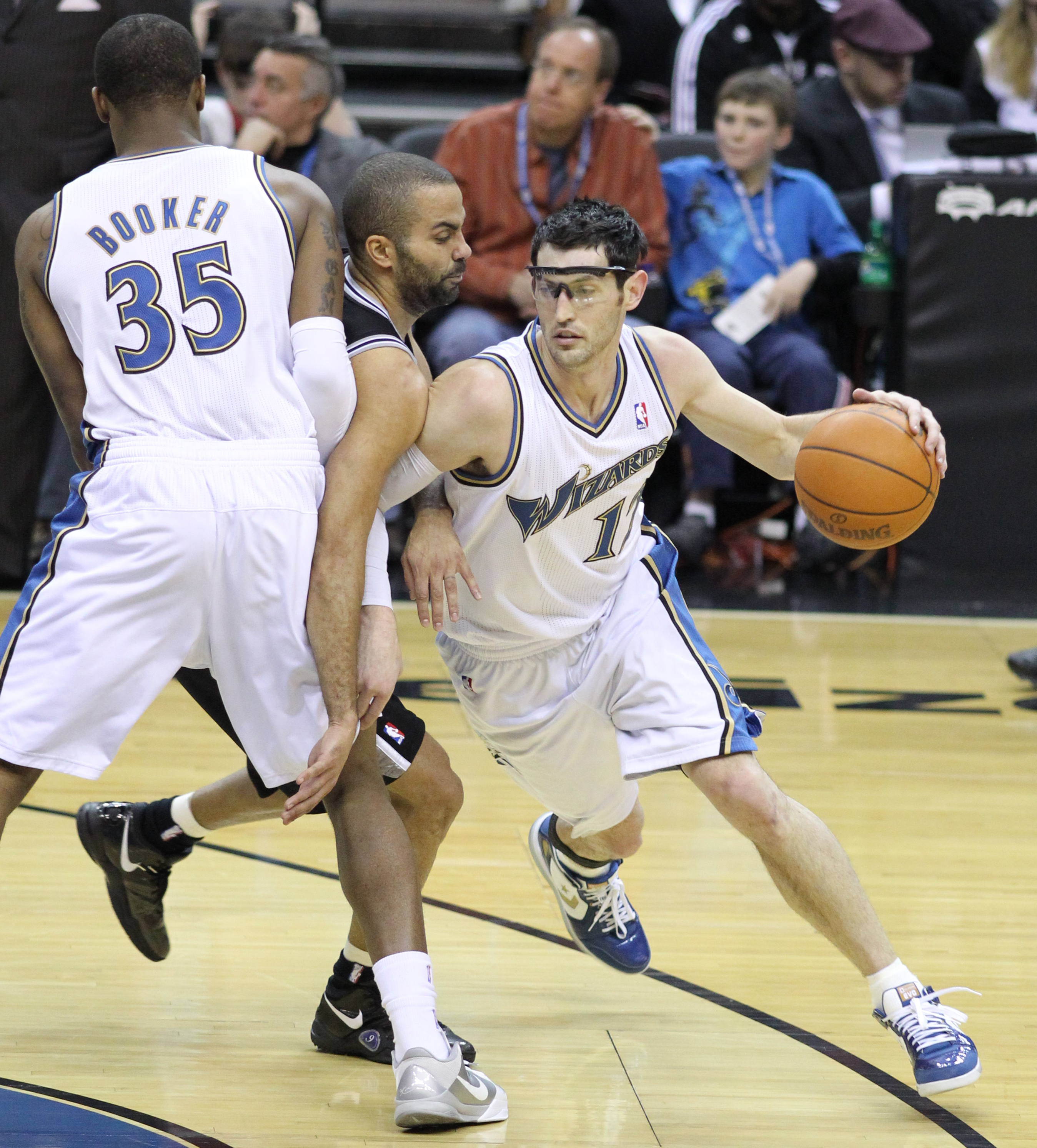
Próba podjęcia walki na szczycie zasłony

Walka na szczycie zasłony – w piłce koszykowej czynności wykonywane przez obrońcę, który ma zostać trafiony zasłoną, mające na celu "przeciśnięcie" się przez zasłonę i dalsze krycie atakującego.

## Sposób wykonania
Zawodnik w obronie, który ma być zasłonięty (trafiony zasłoną), w pierwszym ruchu zwodzi przeciwnika, lekko odchodząc od atakującego. Następnie, kiedy zasłaniający jest w odległości 2 lub jednego kroku, obrońca zbliża się do swojego przeciwnika. Pierwszym ruchem jest manewr nogą, która musi zmieścić się między zasłaniającym zawodnikiem (wykonującym zasłonę), a jego partnerem z piłką. Równocześnie przedramię, staw łokciowy i ramię, nie przekraczając przepisów gry, "pracują" dla zrobienia sobie miejsca. Dla łatwiejszego zmieszczenia się, przed wejściem na szczyt zasłony, obrońca może się wyprostować w stawach kolanowych, ale w momencie osiągnięcia szczytu zasłony, następuje powrót do postawy obrońcy.